# I Am... Sasha Fierce
I Am... Sasha Fierce è il terzo album in studio della cantautrice statunitense Beyoncé, pubblicato il 18 novembre 2008 negli Stati Uniti dalla Columbia Records.
Si tratta di un doppio disco, dai diversi stili, dall'R&B-soft rock all'hip hop e dance, pubblicato in quattro versioni: edizione standard, edizione deluxe, platinum ed una seconda versione deluxe. Il primo disco, I Am..., introduce il lavoro con slow e midtempo e ballate R&B, mentre il secondo, Sasha Fierce (nome dell'alter ego di Beyoncé) è composto di uptempo che mescolano europop e synth pop. Beyoncé ha accreditato suo marito, il rapper Jay-Z e alla cantante jazz Etta James, nella fase di ispirazione che ha spinto la cantante a spingersi oltre nella lavorazione dell'album. Musicalmente, I Am... Sasha Fierce mescola musica folk e pop, con elementi della chitarra acustica. I testi del primo disco sono stati scritti e prodotti dalla cantante stessa, con la collaborazione di Kenneth Edmonds, Christopher Stewart, Terius Nash e Ryan Tedder. Sasha Fierce invece, vanta produzioni di Rodney Jerkins, Sean Garrett e Solange Knowles, sorella di Beyoncé.
I Am... Sasha Fierce ha debuttato alla prima posizione della Billboard 200, vendendo 482.000 copie nella prima settimana; è il terzo album consecutivo della cantante ad arrivare alla posizione 1. Commercialmente, l'album è riuscito a guadagnare ben 15 certificazioni platino in svariati paesi del mondo. A marzo 2011, l'album ha venduto più di 7 milioni di copie in tutto il mondo, più tutti i singoli venduti digitalmente che aumentano la cifra a circa 15 milioni. Inoltre ricevette ben 10 nomination alla 52ª edizione dei Grammy Awards e di questi ne conquistò 6. Per la promozione dell'album, la cantante fece molte apparizioni, durante molte premiazioni e spettacoli televisivi, e nel 2009 si imbarcò nell'I Am... Tour.
I primi due singoli, estratti in contemporanea dall'album (uno per ogni disco), furono If I Were a Boy e Single Ladies (Put a Ring on It); entrambe ebbero un grande successo in Europa e negli Stati Uniti. If I Were a Boy raggiunse la prima posizione nel Regno Unito, Svezia, Danimarca e Norvegia; la terza posizione in Italia e negli Stati Uniti. Single Ladies (Put a Ring on It), pubblicato inizialmente solo per il mercato statunitense, dove raggiunse la prima posizione, successivamente al grande successo, divenne singolo per il mercato globale. Diva e Ego furono pubblicati per il solo mercato statunitense, mentre furono promossi come terzo e quarto singolo Halo e Sweet Dreams; il quinto singolo fu Broken-Hearted Girl, mentre Video Phone (in duetto con la cantante statunitense Lady Gaga) fu estratto come ultimo singolo nel novembre 2009.

## Descrizione
Beyoncé ha trascorso più di un anno alla registrazione e alla scrittura delle canzoni dell'album, più di quanto abbia trascorso con i suoi precedenti album e con quelli delle Destiny's Child. Ha inoltre rilevato di aver co-scritto oltre 70 canzoni.

In un'intervista, la cantante ha dichiarato:
Anche lo stesso padre, e manager, della cantante ha spiegato il fatto del doppio album, dicendo che:

I am... Sasha Fierce è un doppio album che rivela ciascuno un lato distinto della personalità, del carattere e della sensibilità di Beyoncé: da un lato "I am…", è una rassegna delle ballate pop, R&B, soft rock che stanno più a cuore all'artista, mentre la seconda parte, "Sasha Fierce", dà voce alla Beyoncé che predilige il repertorio più ritmato con atmosfere dance e hip hop.
La canzone Halo, quarto singolo dell'album, è stata scritta da Ryan Tedder, leader dei OneRepublic. Finora l'album ha venduto in tutto il mondo più di 6.000.000 di copie.

### Sasha Fierce
Sasha Fierce è l'alter-ego della cantante, ovvero la "cantante" del secondo disco dell'album. Per la promozione dell'album è stato anche aperto un sito ufficiale su Sasha Fierce, che chiedeva di chiamarla e di scrivere qualcosa su lei, di come potrebbe essere. Il periodico Entertainment Weekly, ha definito Sasha Fierce come l'alter-ego sensuale ed aggressivo della cantante. Spiega Beyoncé: 
L'album (e i suoi singoli) sono stati nominati a 10 Grammy Award tra cui "Album dell'anno", "Canzone dell'anno" (Single Ladies (Put a Ring on It)) e "Record dell'anno" (Halo).

## Promozione

### Singoli
L'8 ottobre 2008 Beyoncé presentò due singoli di apertura, uno preso dal disco I Am... l'altro dal disco Sasha Fierce, proprio per sottolineare l'idea della doppia personalità della cantante. Il singolo If I Were a Boy estratto da I Am..., raggiunse la posizione 3 della Billboard Hot 100, la vetta di otto classifiche internazionali e la top ten in molte altre. Single Ladies (Put a Ring on It) estratto da Sasha Fierce, raggiunse la prima posizione della Billboard Hot 100, divenendo così il quinto singolo numero 1 della cantante ed entrò nella top ten in moltissimi paesi.
Il 20 gennaio 2009 furono pubblicati altri due singoli estratti da entrambi i dischi: Diva, pubblicato per il solo mercato statunitense, raggiunse la posizione 19 della Billboard Hot 100 diventando il 12º singolo della cantante in top20 e la posizione 3 nella classifica Billboard Hot R&B/Hip-Hop Songs. Halo raggiunse la posizione 5 della Billboard Hot 100, provando anche di essere un successo commerciale in molte classifiche internazionali.
Un altro singolo per il solo mercato statunitense fu Ego (uscito anche in una versione remixata con Kanye West), uscito il 19 maggio 2009. Raggiunse le posizioni 39 della Billboard Hot 100 e la posizione 3 nella Hot R&B/Hip-Hop Songs.
Dopo l'annuncio dell'avvio dell'I Am... Tour furono pubblicati i singoli Sweet Dreams (2 giugno 2009) e Broken-Hearted Girl (24 agosto 2009), entrambi di discreto successo commerciale,
Dopo più di un anno dalla pubblicazione dell'album il 17 novembre 2009, un altro singolo fu pubblicato. Si tratta di Video Phone, di cui girò anche un video con la partecipazione di Lady Gaga. Come il suo predecessore tocco la top40 in vari paesi e la posizione 65 negli Stati Uniti. Divenne anche la 14ª numero 1 di Beyoncé nella Dance Club Songs di Billboard.

## Accoglienza
| Recensione           | Giudizio |
| -------------------- | -------- |
| AllMusic             |          |
| Blender              |          |
| Entertainment Weekly | B+       |
| The Guardian         |          |
| Pitchfork            | 5.7/10   |
| Rolling Stone        |          |
| Spin                 | 4/10     |
| USA Today            |          |

I Am... Sasha Fierce ha ricevuto recensioni da miste a positive da parte della critica specializzata. Su Metacritic, che assegna un punteggio normalizzato su 100 alle recensioni delle pubblicazioni tradizionali, l'album ha ricevuto un punteggio medio di 62, sulla base di 24 recensioni, indicando «recensioni generalmente favorevoli». Nel corso degli anni l'album è stato definito come il progetto che ha riscosso il maggior impatto culturale nella discografia di Beyoncé e dell'espressione della sua personalità artistica, sebbene dal punto di vista di produzione non sia stata apprezzata la divisione in due parti distinte.
Christian Hoard di Rolling Stone afferma che l'artista sia divenuta «più concettuale» rispetto al precedente album B'Day, e che se nella prima parte I am... si componga di «ballate accorate», composte da «melodie assolutamente memorabili» e testi «pieni di insipide autoaffermazioni e di frasi fiacche», Sasha Fierce risulta essere «la musica più avventurosa» del progetto, apprezzando Beyoncé che «non ha mai cantato con più controllo e forza di quanto abbia fatto in Sasha». In una recensione positiva per Entertainment Weekly, Leah Greenblatt riporta che l'album «offre due lati interessanti della cantante», di cui la prima «romantica, vulnerabile, morbida» e la seconda «aggressiva, sessuale, feroce», ma che avrebbe «avrebbe potuto essere meglio esplorata se l'artista avesse limato l'album a un solo disco».
Alexis Petridis di The Guardian definisce il progetto dalla «struttura piuttosto allettante». Sebbene non resti colpito dalla prima parte del progetto, i cui brani «di stampo prettamente autocelebrativo che potrebbero essere usciti dalla terribile penna di Linda Perry» e costruiti su «musica noiosa», mentre nella seconda parte «le cose migliorano» realizzando un «pop irresistibile». Sal Cinquemani di Slant Magazine ha scritto che il «punto di forza» dell'album è costituito dalle «singole canzoni; [...] un testamento di come Beyoncé sia un'artista di singoli più affidabile»,ritenendo che «la vera disparità è la sua incapacità di conciliare lo stile adulto-contemporaneo di I Am con i suoni più moderni e taglienti di Sasha Fierce».
Andy Kellman di AllMusic afferma che il progetto si costituisce di un «gruppo di canzoni meno orientato all'R&B che abbia mai realizzato», con la prima parte costituita da brani che richiamano sonorità di «chitarre acustiche, pianoforti, archi, ricerca contemplativa dell'anima e gesti grandiosi la riempiono, con radici più nel soft rock degli anni '70 che nel soul» mentre «la metà di Sasha Fierce è piena di pop in levare dignitoso, anche se facilmente dimenticabile», poiché «se confrontate con la maggior parte di B'Day, sono in realtà meno divertenti, meno impulsive e meno feroci».
Riconoscimenti di fine anno
- 8º — Entertainment Weekly[57]

## Tracce

### Edizione standard
CD 1 – I Am...
1. If I Were a Boy – 4:10 (Toby Gad, BC Jean)
2. Halo – 4:21 (Beyoncé Knowles, Ryan Tedder, E. Kidd Bogart)
3. Disappear – 4:28 (Amanda Ghost, Hugo Chakrabongse, Dave McCracken, Ian Dench, Beyoncé Knowles)
4. Broken-Hearted Girl – 4:39 (Kenneth "Babyface" Edmonds, Mikkel S. Eriksen, Tor Erik Hermansen, Beyoncé Knowles)
5. Ave Maria – 3:42 (Beyoncé Knowles, Amanda Ghost, Ian Dench, Makeba, Mikkel S. Eriksen, Tor Erik Hermansen)
6. Satellites – 3:07 (Amanda Ghost, Dave McCracken, Ian Dench, Beyoncé Knowles)
7. Save the Hero – 4:34 (Beyoncé Knowles, Ali Tamposi, Rico Love, James Scheffer) – traccia bonus digitale

CD 2 – Sasha Fierce
1. Single Ladies (Put a Ring on It) – 3:13 (Thaddis Harrell, Beyoncé Knowles, Christopher "Tricky" Stewart, Terius "The-Dream" Nash)
2. Radio – 3:38 (James Scheffer, Rico Love, Dwayne Nesmith, Beyoncé Knowles)
3. Diva – 3:20 (Beyoncé Knowles, Shondrae "Mr. Bangladesh" Crawford, Sean "The Pen" Garrett)
4. Sweet Dreams – 3:28 (Beyoncé Knowles, James Scheffer, Wayne Wilkins, Rico Love)
5. Video Phone – 3:35 (Beyoncé Knowles, Shondrae Crawford, Sean Garrett)

### Edizione deluxe
CD 1 – I Am...
1. If I Were a Boy – 4:10 (Toby Gad, BC Jean)
2. Halo – 4:21 (Beyoncé Knowles, Ryan Tedder, E. Kidd Bogart)
3. Disappear – 4:28 (Amanda Ghost, Hugo Chakrabongse, Dave McCracken, Ian Dench, Beyoncé Knowles)
4. Broken-Hearted Girl – 4:39 (Kenneth "Babyface" Edmonds, Mikkel S. Eriksen, Tor Erik Hermansen, Beyoncé Knowles)
5. Ave Maria – 3:42 (Beyoncé Knowles, Amanda Ghost, Ian Dench, Makeba, Mikkel S. Eriksen, Tor Erik Hermansen)
6. Satellites – 3:07 (Amanda Ghost, Dave McCracken, Ian Dench, Beyoncé Knowles)
7. Smash Into You – 4:31 (Christopher "Tricky" Stewart, Terius "The-Dream" Nash, Beyoncé Knowles)
8. That's Why You're Beautiful – 3:41 (Beyoncé Knowles, Ali Tamposi, Rico Love, James Scheffer)
9. Save the Hero – 4:34 (Beyoncé Knowles, Ali Tamposi, Rico Love, James Scheffer)
10. Si yo fuera un chico – 4:09 (Toby Gad, BC Jean) – traccia bonus digitale pre-ordinabile sugli iTunes Store spagnolo e messicano

CD 2 – Sasha Fierce
1. Single Ladies (Put a Ring on It) – 3:13 (Thaddis Harrell, Beyoncé Knowles, Christopher "Tricky" Stewart, Terius "The-Dream" Nash)
2. Radio – 3:38 (James Scheffer, Rico Love, Dwayne Nesmith, Beyoncé Knowles)
3. Diva – 3:20 (Beyoncé Knowles, Shondrae "Mr. Bangladesh" Crawford, Sean "The Pen" Garrett)
4. Sweet Dreams – 3:28 (Beyoncé Knowles, James Scheffer, Wayne Wilkins, Rico Love)
5. Video Phone – 3:35 (Beyoncé Knowles, Shondrae Crawford, Sean Garrett)
6. Ego – 3:56 (Elvis Williams, Harold Lilly, Beyoncé Knowles)
7. Scared of Lonely – 3:42 (Rodney "Darkchild" Jerkins, LaShawn Daniels, Cristyle Johnson, Rico Love, Solange Knowles, Beyoncé Knowles)
8. Why Don't You Love Me – 3:37 (Beyoncé Knowles, Solange Knowles, Angela Beyincé, Eddie Smith III, Jesse Rankins, Jonathan Wells) – traccia bonus digitale pre-ordinabile su iTunes Store

### New Deluxe Edition
1. If I Were a Boy – 4:10
2. Halo – 4:21
3. Dissapear – 4:28
4. Broken-Hearted Girl – 4:39
5. Ave Maria – 3:42
6. Smash Into You – 4:31
7. Satellites – 3:07
8. That's Why You're Beautiful – 3:41
9. Single Ladies (Put a Ring on It) – 3:13
10. Radio – 3:38
11. Diva – 3:20
12. Sweet Dreams – 3:28
13. Video Phone – 3:35
14. Hello – 4:16
15. Ego – 3:56
16. Scared of Lonely – 3:42
17. Poison – 4:04 (Johntá Austin, Mikkel S. Eriksen, Tor Erik Hermansen, Beyoncé Knowles)
18. Video Phone (Extended Remix feat. Lady Gaga) – 5:04 (B. Knowles, S. Crawford, S. Garrett, Lady Gaga)
19. Why Don't You Love Me – 3:37 – solo per Walmart

### Platinum Edition
CD 1 – I Am... Sasha Fierce
1. Single Ladies (Put a Ring on It) – 3:13
2. Diva – 3:20
3. Ego – 3:56
4. Halo – 4:21
5. If I Were a Boy – 4:10
6. Smash Into You – 4:31
7. Sweet Dreams – 3:28
8. Broken-Hearted Girl – 4:39
9. Scared of Lonely – 3:43
10. That's Why You're Beautiful – 3:41
11. Hello – 4:16
12. Radio – 3:38
13. Video Phone – 3:35
14. Ego (Remix feat. Kanye West) – 4:44
15. Why Don't You Love Me – 3:37
16. Honesty – 3:46
17. Save the Hero – 4:34
18. Satellites – 3:07
19. Disseapear – 4:28
20. Ave Maria – 3:42
21. Ego (Slang "Big Ego" Club Remix UK iTunes Store bonus track)
22. Diva (Karmatronic Club Remix, UK iTunes Store bonus track)

CD 2 – Above and Beyoncé - Video Collection
1. If I Were a Boy – 5:06
2. Single Ladies (Put a Ring on It) – 3:19
3. Diva – 4:06
4. Halo – 3:45
5. Broken-Hearted Girl – 4:40
6. Ego (Remix feat. Kanye West) – 4:53
7. Ego (Fan exclusive) – 3:57
8. Behind the Scenes – 19:02

## Successo commerciale
I Am... Sasha Fierce ha esordito al primo posto della Billboard 200 statunitense, vendendo 482.000 copie nella prima settimana e divenendo il terzo album in studio consecutivo di Beyoncé ad ottenere tale risultato. Con questo risultato, Beyoncé è diventata la terza artista femminile degli anni Duemila a far esordire i suoi primi tre album in cima alla suddetta classifica. Dopo aver venduto 1.459.000 copie in sei settimane di pubblicazione alla fine del 2008, I Am... Sasha Fierce è diventato il decimo album più venduto dell'anno secondo Billboard, apparendo tra i primi dieci album più venduti dell'anno secondo i dati redatti da Nielsen Soundscan. Nel 2009  l'album è risultato essere il secondo più venduto negli Stati Uniti, venendo certificato al 2022 sei volte platino dalla Recording Industry Association of America per oltre sei milioni di copie vendute.
Nel Regno Unito, l'album ha esordito alla posizione numero dieci il 29 novembre 2008, diventando l'album di Beyoncé con la più bassa posizione d'esordio nella Official Albums Chart, nonostante le vendite nella prima settimana fossero superiori a quelle del suo precedente album, B'Day (2006), e alla prima posizione della Official Hip Hop and R&B Albums Chart. Grazie al successo dei suoi singoli nel Regno Unito, in particolare Sweet Dreams, I Am... Sasha Fierce è salito dalla quinta posizione fino al picco massimo della seconda nella trentanovesima settimana di permanenza in classifica, nella settimana del 16 agosto 2009, divenendo il settimo album più venduto nel Paese del 2009. È l'album più venduto di Beyoncé nel Regno Unito, avendo venduto oltre 1.8 milioni di copie al 2022. L'album presenta inoltre il maggior numero di brani che hanno occupato le prime dieci posizioni della Official Singles Chart con quattro brani, ovvero If I Were A Boy (1), Single Ladies (Put A Ring On It) (7), Halo (4) e Sweet Dreams (5).
L'album ha venduto oltre sedici milioni di copie in tutto il mondo.

## Classifiche

### Classifiche settimanali
| Classifica (2008) | Posizione massima |
| ----------------- | ----------------- |
| Argentina         | 7                 |
| Australia         | 3                 |
| Austria           | 20                |
| Belgio (Fiandre)  | 10                |
| Belgio (Vallonia) | 32                |
| Brasile           | 1                 |
| Canada            | 6                 |
| Croazia           | 1                 |
| Europa            | 3                 |
| Francia           | 20                |
| Germania          | 17                |
| Giappone          | 3                 |
| Grecia            | 3                 |
| Irlanda           | 1                 |
| Italia            | 16                |
| Messico           | 66                |
| Nuova Zelanda     | 3                 |
| Norvegia          | 2                 |
| Polonia           | 5                 |
| Portogallo        | 2                 |
| Regno Unito       | 2                 |
| Repubblica Ceca   | 5                 |
| Russia            | 8                 |
| Spagna            | 7                 |
| Stati Uniti       | 1                 |
| Svezia            | 5                 |
| Svizzera          | 7                 |
| Ungheria          | 8                 |

### Classifiche di fine anno
| Classifica (2009) | Posizione |
| ----------------- | --------- |
| Regno Unito       | 7         |
| Classifica (2010) | Posizione |
| Stati Uniti       | 84        |